# Ozodiceromya frontalis
Ozodiceromya frontalis är en tvåvingeart som först beskrevs av Cole 1923.  Ozodiceromya frontalis ingår i släktet Ozodiceromya och familjen stilettflugor. Inga underarter finns listade i Catalogue of Life.